# Sa Foradada
|  | Aquest article tracta sobre la península de la Serra de Tramuntana de Mallorca. Vegeu-ne altres significats a «Foradada (desambiguació)». |

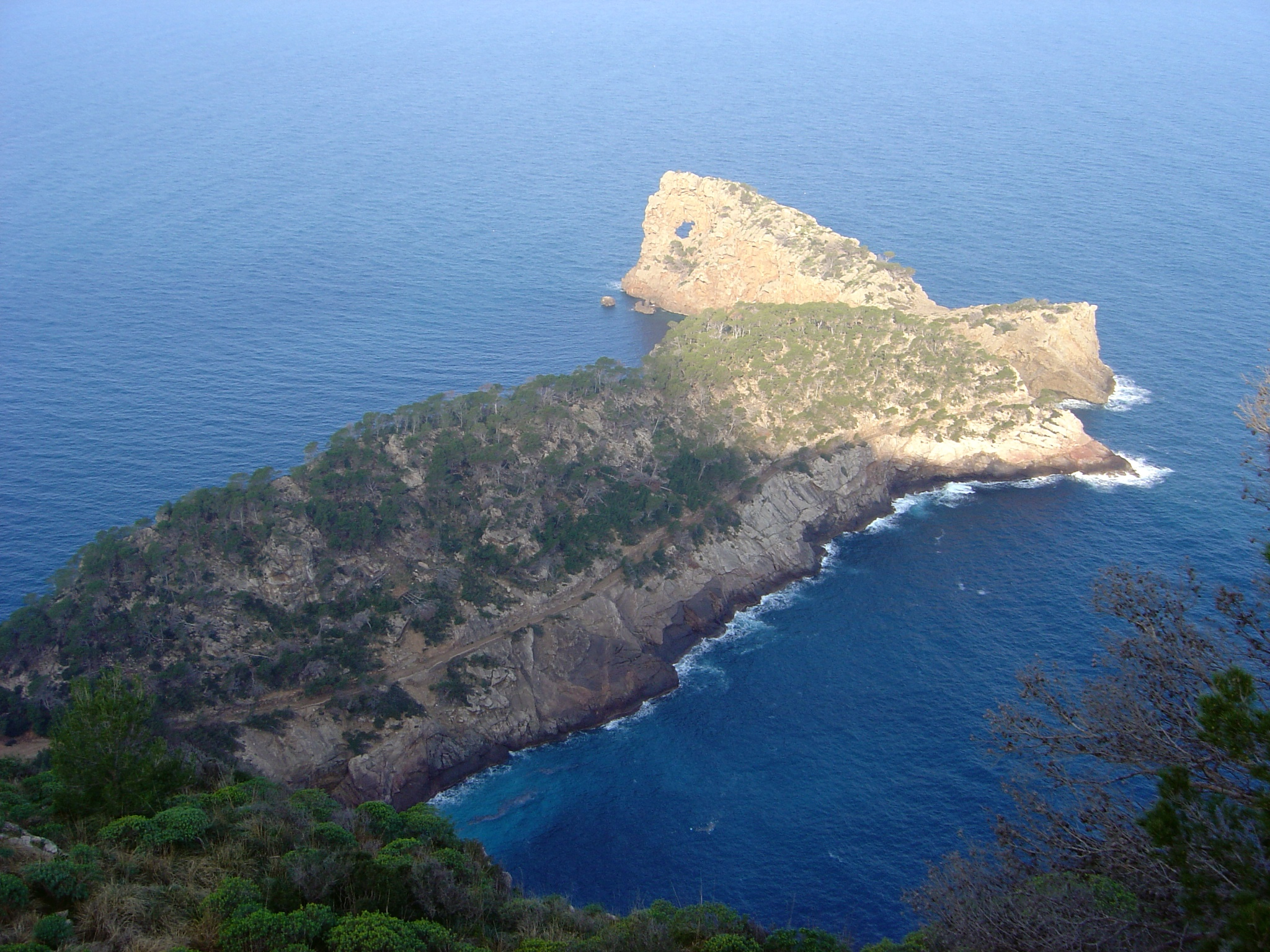
Sa Foradada

La Foradada (en qualcuns llocs també anomenada na Foradada) és una península de la Serra de Tramuntana de Mallorca que està situada en el terme municipal de Deià.
Rep aquest nom perquè té un forat visible des de diversos punts de la Serra.
És especialment polida la panoràmica que se'n veu del mirador de Son Marroig, on a l'hora de la posta de sol s'hi reuneix un bon grup de gent a admirar una visió que resulta colpidora.

## Anecdotari
L'Arxiduc Lluís Salvador, en comprar la finca de Son Marroig (que incloïa la península de la Foradada) va ser alertat per alguns que havia pagat un preu abusiu. Ell va respondre que amb tot el que n'havia donat no n'hi havia ni per comprar el forat de la Foradada.
L'Arxiduc feu la carretera que uneix Son Marroig amb la Foradada.

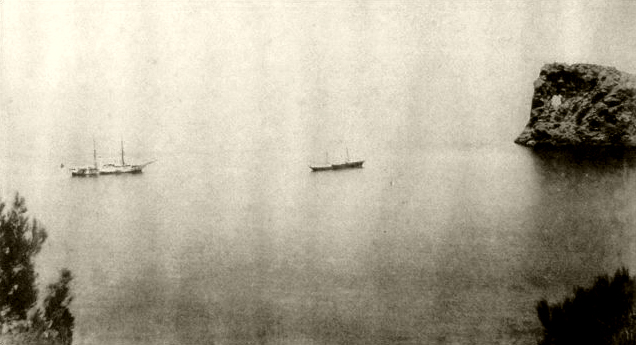
El Nixe a Sa Foradada